# Farmers Business Network
Farmers Business Network (FBN) — сеть для фермеров и платформа электронной коммерции, базирующаяся в Сан-Карлосе, Калифорния. Компания была основана Амолом Дешпанде и Чарльзом Бароном и запущена как стартап в 2014 году. Дешпанде ушел с поста генерального директора в 2023 году, и его заменил Джон Васке. По состоянию на 2021 год FBN насчитывает около 30 000 фермеров в своей сети между США и Канадой.
В 2016 году FBN запустила систему онлайн-покупки материалов под названием FBN Direct. Платформа собирает данные о ценах на семена и их производительности, чтобы помочь фермерам в управлении аграрными ресурсами.
Компания представила свои первые предложения семян кукурузы и сои без ГМО с F2F Genetics Network в августе 2018 года. Некоторые фермеры сообщили, что сэкономили тысячи долларов за счет покупки семян FBN. Позже, в 2018 году, FBN объявила о партнерстве с Amazon.
В 2019 году министр сельского хозяйства США Сонни Пердью посетил ежегодную конференцию FBN Farmer2Farmer в Омахе, штат Небраска, и выступил с программной речью. Мероприятие посетили почти 4000 человек.
В феврале 2020 года федеральный суд Канады выдал постановление группе крупных сельскохозяйственных компаний для проведения антимонопольного расследования на основании утверждений о том, что предприятия сотрудничали в попытке заблокировать стартап Farmers Business Network Inc (FBN), занимающийся поставками сельскохозяйственных товаров через Интернет.
В 2020 году Wall Street Journal сообщил, что Канадское бюро по конкуренции расследовало обвинения в том, что Bayer, BASF и Corteva применяли антиконкурентные методы в отношении FBN в Канаде.
Первыми спонсорами FBN были Кляйнер Перкинс и GV.